# Masaki (Ehime)
El Pueblo de Masaki (松前町 Masaki-chō?) es un pueblo del Distrito de Iyo en la Región de Chuyo de la Prefectura de Ehime. 

## Características
Es la localidad más pequeña de la Prefectura y es el pueblo con mayor cantidad de habitantes. Una particularidad es que la densidad de habitantes supera considerablemente a la de Matsuyama, ciudad con la que limita y que además es capital de la Prefectura. La densidad es también una de las más altas de las regiones de Shikoku y Chugoku. 
Limita con las ciudades de Matsuyama e Iyo, y el Pueblo de Tobe del Distrito de Iyo.
Es la única localidad de la Prefectura que carece de montañas y sierras por lo que es completamente llana, se encuentra en la Llanura de Dogo. Además por el hecho de limitar con la Ciudad de Matsuyama se observa un importante desarrollo inmobiliario. Está separada de Matsuyama por el Río Shigenobu y hacia el oeste se encuentra el Mar Interior de Seto.
El Castillo de Masaki (松前城 Masaki-jō?) se encontraba aquí, aunque posteriormente el Castillo de Matsuyama se convertiría en el principal del País de Iyo (nombre antiguo de la Prefectura). En la Ciudad de Matsuyama hay un distrito denominado Masaki (松前?), esto se debe a que la gente que vivía en cercanías del Castillo de Masaki también se mudó simultáneamente a cercanías del Castillo de Matsuyama, cuando éste pasó a ser el principal de la Prefectura.

## Accesos

### Ruta
- Ruta Nacional 56: que la comunica con las ciudades de Matsuyama e Iyo. Dado que la única manera de acceder a la Ciudad de Matsuyama es cruzando el Río Shigenobu, se producen embotellamientos durante las horas pico.

### Ferrocarriles
- Línea Yosan (Japan Railways)
  - Estación Kitaiyo
  - Estación Iyoyokota

- Línea Gunchu (Ferrocarril Iyo)
  - Estación Okada (岡田駅 Okada-eki?)
  - Estación Koizumi (古泉駅 Koizumi-eki?)
  - Estación Masaki (松前駅 Masaki-eki?)
  - Estación Jizomachi (地蔵町駅 Jizōmachi-eki?)

## Historia
1922: el 31 de octubre la Villa de Masaki (松前村 Masaki-mura?) pasa a ser Pueblo de Masaki.
1955: el 31 de marzo el Pueblo de Masaki absorbe las villas de Kitaiyo (北伊予村 Kita'iyo-mura?) y Okada (岡田村 Okada-mura?).
Fue una de las dos localidades de la Prefectura de Ehime que no se fusionó durante el período de la Fusión de la Era Heisei (平成の合併 Heisei no Gappei?) junto al Pueblo de Matsuno. Aunque esta última no descarta una posible fusión, por lo que sería la única que no planea fusionarse en un futuro inmediato.
A pesar de haber adoptado esta posición, participó de las conversaciones tendientes a la fusión de la Ciudad de Iyo con el Distrito de Iyo. Pero el Pueblo de Tobe y la Villa de Hirota buscaron fusionarse entre ellas por tener diferentes vías de acceso a las del resto; y con las demás tuvo diferencias que finalmente lo hicieron desistir.

## Pueblo hermanado
- Matsumae (Hokkaido): Por utilizar en sus nombres las mismas letras, sólo que en este caso se lee diferente.